# Алфсборг (тауншип, Миннесота)
Алфсборг (англ. Alfsborg) — тауншип в округе Сибли, Миннесота, США. На 2000 год его население составило 356 человек.

## География
По данным Бюро переписи населения США площадь тауншипа составляет 90,9 км², из которых 90,8 км² занимает суша, а 0,2 км² — вода (0,17 %).

## Демография
По данным переписи населения 2000 года здесь находились 356 человек, 126 домохозяйств и 108 семей. Плотность населения — 3,9 чел./км². На территории тауншипа расположено 134 постройки со средней плотностью 1,5 построек на один квадратный километр. Расовый состав населения: 98,88 % белых, 0,28 % азиатов, 0,84 % — других рас США. Испанцы или латиноамериканцы любой расы составляли 0,56 % от популяции тауншипа.
Из 126 домохозяйств в 40,5 % воспитывались дети до 18 лет, в 77,0 % проживали супружеские пары, в 4,8 % проживали незамужние женщины и в 13,5 % домохозяйств проживали несемейные люди. 10,3 % домохозяйств состояли из одного человека, при том 0,8 % — из одиноких пожилых людей старше 65 лет. Средний размер домохозяйства — 2,83, а семьи — 3,02 человека.
29,2 % населения младше 18 лет, 4,2 % в возрасте от 18 до 24 лет, 27,5 % от 25 до 44, 23,6 % от 45 до 64 и 15,4 % старше 65 лет. Средний возраст — 38 лет. На каждые 100 женщин приходилось 113,2 мужчин. На каждые 100 женщин старше 18 приходилось 115,4 мужчин.
Средний годовой доход домохозяйства составлял 42 250 долларов, а средний годовой доход семьи — 40 000 долларов. Средний доход мужчин — 30 865 долларов, в то время как у женщин — 21 786. Доход на душу населения составил 16 517 долларов. За чертой бедности находились 6,9 % семей и 12,2 % всего населения тауншипа, из которых 23,1 % младше 18 лет.